# Casadiella

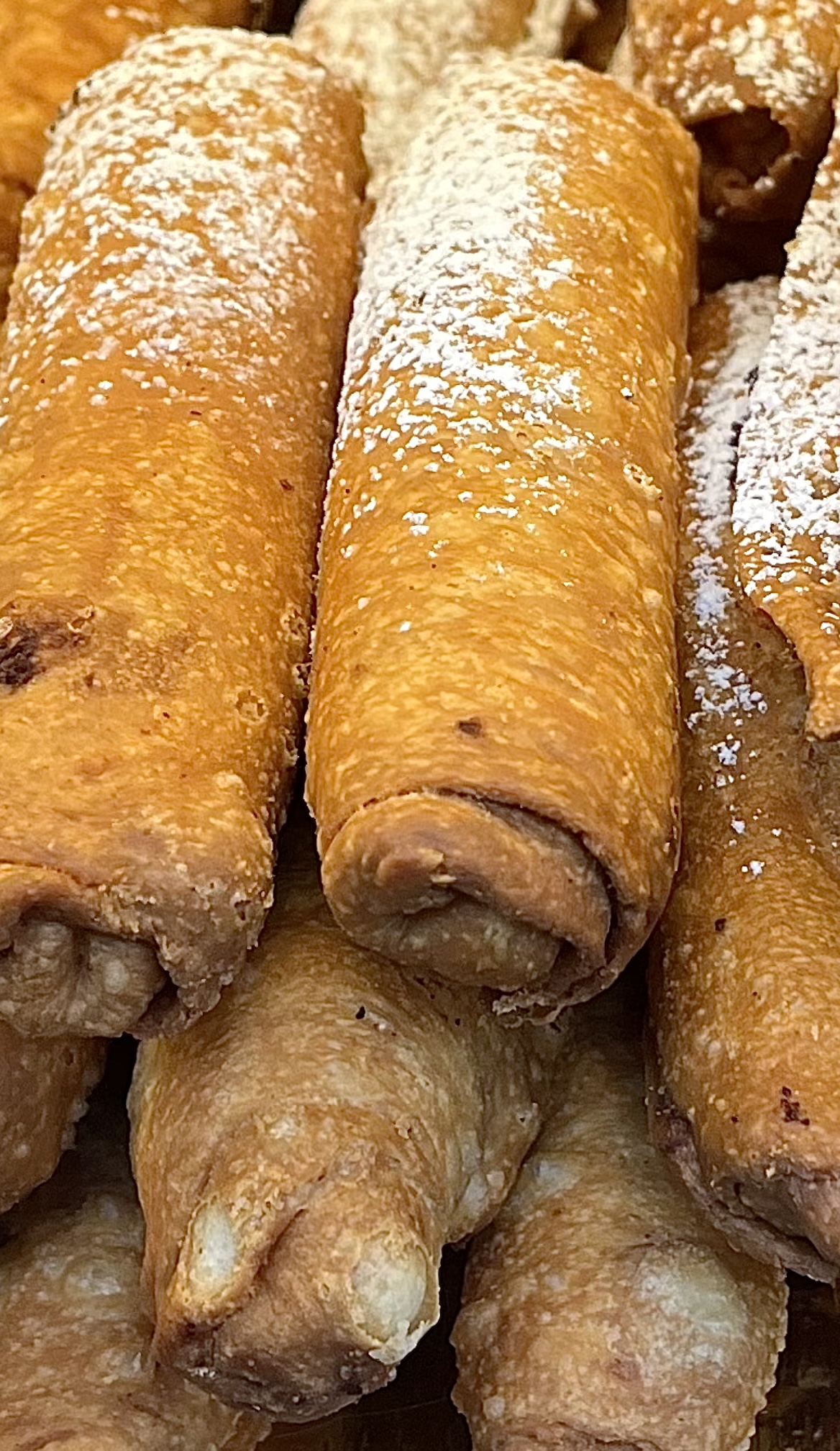
Detalle de Casadiellas.

La casadiella (en plural, en asturiano, casadielles) es un dulce típico asturiano. Se trata de una especie de empanadilla frita elaborada con una masa de harina de trigo que se rellena con una mezcla de nueces (y/o avellanas en algunas zonas), azúcar y anís. También se pueden elaborar con masa de hojaldre, haciéndose en el horno, muy habitual en las casadiellas industriales. Al servir se espolvorea su superficie de azúcar. Se suele servir como postre. Como su ingrediente principal son los frutos secos, se conjetura que su origen puede ser astur, es decir prerromano. Sin embargo, lo más probable es que su origen sea árabe o mediterráneo, ya que en todas las culturas mediterráneas aparecen recetas de dulces similares confeccionados a base de miel y frutos secos.

## Origen del nombre
El gastrónomo Eduardo Méndez Riestra sugiere en su libro Cocinar en Asturias que el nombre casadiella podría derivar de una deformación de la palabra cosadielles, en alusión a la expresión «¿qué cosa es?» como si se tratara de un acertijo relacionado con su relleno.
Sin embargo, esta hipótesis no está respaldada por estudios etimológicos formales, y no existe evidencia lingüística que demuestre una relación evolutiva entre los términos cosadiella y casadiella. Por tanto, el origen del nombre permanece incierto.

## Características
La receta de la elaboración del relleno difiere un poco dependiendo de la zona de Asturias, hay algunas que incluyen vino blanco, otras anís, unas nueces, otras avellanas, azúcar o miel, etc. La forma final es una especie de canuto o tubería de unos 15 cm de longitud aproximadamente con los extremos cerrados para que no se salga el contenido de su interior, y sellados con un tenedor.
Su elaboración es típica de la  Navidad y Carnaval, aunque es un postre que se puede encontrar en cualquier época del año y en casi todas las confiterías asturianas, especialmente en la zona central y valles mineros.